# 欧洲大犹太会堂

欧洲大犹太会堂(Great Synagogue of Europe)，过去称为“布鲁塞尔大犹太会堂”（Great Synagogue of Brussels），是比利时布鲁塞尔主要的犹太会堂，于2008年作为焦点被献给欧洲犹太人。
该建筑于1875年被建筑师Desire De Keyser设计为罗马式-拜占庭式，并于1878年建成。它坐落于布鲁塞尔Rue de la Regence32号。该犹太会堂躲过了对犹太人的大屠杀——25000个比利时犹太人死于该大屠杀。它的主拉比是Albert Guigui，该城大约有15000位犹太信徒（2008年数据）。
2008年6月4日，它被奉献为“欧洲大犹太会堂”，由欧洲委员会主席若泽·曼努埃尔·巴罗佐以及两位欧洲主要拉比签署了奉献文件。该典礼还包括了“欧洲圣咏团”签字以及宣读《为欧洲祈祷》。他们的祈祷是希望欧盟的领导人们在增进“精神联合”方面行为恰当，并要求欧洲公民的幸福。
该行为具有更多的政治性质，一如19世纪为回应启蒙时代，大犹太会堂(Great Synagogue)被建在欧洲许多首都以显示犹太人是完全的和自由的公民。这正是如今犹太社团想在全欧水平上显示的东西。 人们希望该建筑将成为欧洲犹太主义的焦点，一如圣伯多禄大殿对于罗马天主教徒的意义一样。